# رونالد غاليغوس
رونالد غاليغوس (بالإسبانية: Ronald Gallegos)‏ هو لاعب كرة قدم بوليفي، ولد في 6 سبتمبر 1982 في كوتشابامبا في بوليفيا. لعب مع Club Petrolero ‏.